# Arena (časopis)
Arena je bivši hrvatski obiteljski tjednik s dugom povijesti izlaženja. Prvi broj Arene izašao je 26. travnja 1959. godine. Posljednji broj Arene objavljen je 29. prosinca 2009. godine, nakon 50 godina neprekinutog izlaženja. Posljednji glavni urednik Arene bio je Mark Cigoj.
U tjedniku Areni radili su mnogi respektabilni hrvatski novinari, a karijeru je tu ostvario i Tomislav Wruss, bivši glavni urednik i začetnik Jutarnjeg lista. Arena je izlazila utorkom, a obrađivala je teme iz obiteljskog i društvenog života, sudbine običnih ljudi i probleme iz svakodnevice. Distribuirala se diljem Hrvatske, ali velik krug čitatelja imala je i u drugim zemljama, poput Njemačke, Austrije, Slovenije, Bosne i Hercegovine te Australije, mahom među Hrvatima iz dijaspore. Za ovaj list je pisao poznati hrvatski novinar i publicit Armando Černjul.
Arena d.d. poduzeće je u sklopu medijskog koncerna Europapress Holding (EPH).